# Ахматов, Максим Сидорович
Ахматов, Максим Сидорович (род. 1761 или 1762) — меценат, купец 2-й, затем 1-й гильдии, городской голова Челябинска с 1809 по 1812 годы.
В 1789 году переехал в Челябинск из Златоустовского завода вместе с отцом, купцом Сидором Ивановичем Ахматовым. Торговал медью и железом. Делал крупные благотворительные пожертвования. В 1808 году пожертвовал дом под больницу, однако в нём разместились уездный и земский суды. В 1823 году пожертвовал 800 рублей на приобретение здания под лазарет. Достраивал на свои средства 2-е здание Свято-Троицкой церкви. Колокол для неё был приобретён на средства купцов Ахматовых и Смолиных.
Его сын, Феоктист Максимович, в 1839—1841 годы также был челябинским городским головой.